# Moskvitch (entreprise)
Pour les articles homonymes, voir Moskvitch.
AZLK (russe : АЗЛК) ou Moskvitch (russe : Москвич) est une entreprise russe de construction automobile. 
Au fil des années, elle porta plusieurs noms : KIM, MZMA, AZLK, et Moskvitch. Elle produisit des voitures des années 1930 jusqu'en 2001. Avec les Lada et les IZh, les Moskvitch sont les représentantes du « style soviétique » automobile. 
En 2022, la marque renaît pour produire le SUV Moskvitch 3, basé sur la JAC JS4 chinoise.

## Histoire

### Les débuts

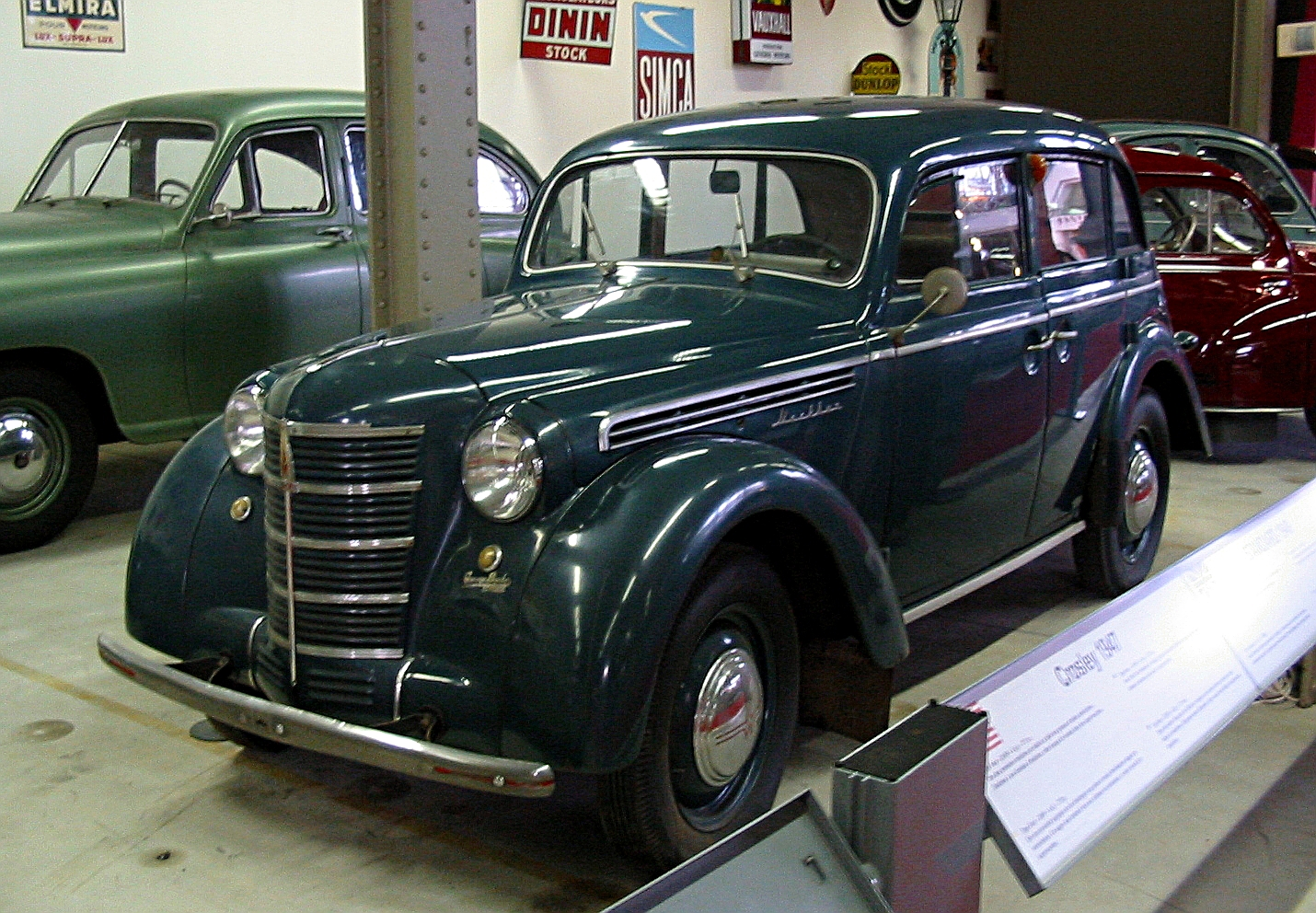
Moskvitch 400.

Au sein du système soviétique, AvtoVAZ (Lada), Moskvitch et IZh étaient plutôt chargés de la production de voitures petites et moyennes, alors que GAZ s'occupait des grosses berlines, et ZIL des limousines officielles.
L'usine KIM est construite en 1930 (KIM signifie « Jeunesse communiste internationale »). Elle est située à Moscou. Au début, KIM n'est qu'une usine de production de GAZ, et on retrouve sur ses chaînes l'utilitaire Ford AA, produit sous licence par le constructeur russe. Mais l'usine moscovite prend son indépendance en 1939, avec la sortie de la KIM-10. En raison de la période de lancement, peu d'unités sont produites.
En 1945, l'Armée rouge, qui venait d'envahir l'Allemagne, récupère les plans et l'outillage de l'Opel Kadett, qui servira de base à la première voiture de l'usine KIM portant la marque Moskvitch : la 400. Cette petite berline sera également la première voiture russe vendue sur les marchés européens, dès 1949. Entretemps, l'usine prend le patronyme de MZMA (« Usine de voitures compactes de Moscou »).
Remplaçant la 401, qui était une version améliorée de la 400, la Moskvitch 402 sort en 1956. D'inspiration Ford, elle avait la particularité d'être disponible en version 410 H et 411 H, à quatre roues motrices, et pouvait ainsi franchir des cours d'eau de 55 cm de profondeur. Apparaissent un break et un pick-up dès 1957.
L'année 1958 marque un tournant pour la marque : c'est l'apparition de la 407, délaissant « l'archaïque moteur à soupapes latérales » pour un moteur d'1,4 L à soupapes en tête, développant 45 ch. L'importateur belge Sombipex aura même l'idée de lui greffer une motorisation Diesel en 1960, ce qui en fera la première voiture russe fonctionnant avec ce carburant. La 403 la remplace au mois de décembre 1963, mais elle ne se différencie de sa devancière que par quelques détails, comme la calandre. À la fin des années 1950, une Moskvitch sur trois est exportée.

### L'âge d'or

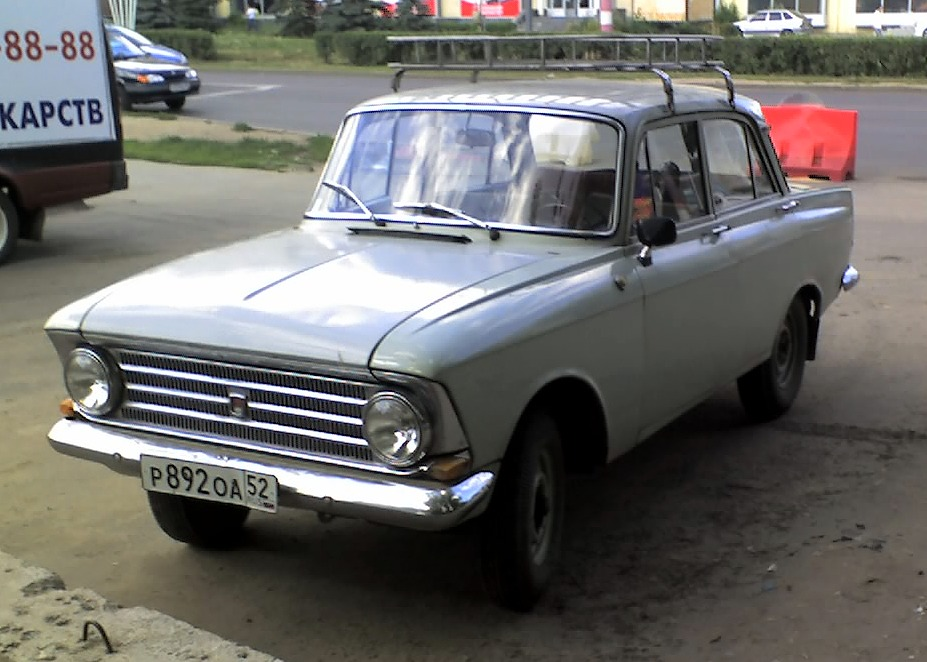
Moskvitch 408.

En 1964, avec la 408, Moskvitch cherche à conquérir le marché européen en présentant une voiture aux lignes modernes, vaste et confortable, mais qui conserve le moteur UZAM (une usine d'aéronautique) de sa devancière, sans vraiment l'améliorer. L'accueil de la presse est mitigé. Entretemps, la marque construit deux prototypes d'un cabriolet, sur la base de la 408, mais qui restera sans suite.
Le 15 octobre 1966, Moskvitch signe son premier gros contrat avec un constructeur « de l'Ouest », en effet, le français Renault assistera Moskvitch dans la construction de deux nouvelles usines, et produira des 408 dans son usine belge de Vilvoorde, pays qui assemblait déjà des Moskvitch dans une usine d'Anvers depuis le début des années 1960.
La Moskvitch 412 est dévoilée le 12 février 1968, et commence à être produite chez IZh, à Ijevsk. Elle sera un vrai succès pour le constructeur russe, qui en vendra au Royaume-Uni, en Norvège, en Finlande, au Koweït, mais aussi en Équateur ou en France. Si sa carrière prit fin chez Moskvitch en 1976, IZh continuera à la produire jusqu'en 1997. En cette année 1968, MZMA change de nouveau de nom, pour prendre celui d'« AZLK », pour « Fabrique automobile de la jeunesse léniniste »…
Moskvitch veut faire coup-double : remplacer les 408 et 412 par deux modèles, identiques extérieurement, mais avec des moteurs différents. Pour cela, le constructeur russe fait appel au studio moscovite du designer Raymond Loewy, qui dessinera donc les 2138 et 2140. La 2138, épaulée par le break 2136, remplace la 408, tandis que les 2140 et le break 2137 prennent la place de la 412. Si le style est plus moderne, le châssis, le moteur, la boîte, etc., restent les mêmes. À partir de 1981, une version 1500 SL (destinée à l'export) s'ajoute à la gamme, elle est motorisée par un 1600 Lada. Si la 2138 disparaît du catalogue dans les années 1980, sa sœur 2140 sera fabriquée pendant plus de vingt ans, jusqu'en 1994. Comme ses ancêtres, la 2140 a reçu un moteur Diesel (1,8 L, disparu en 1988) et une version fourgonnette.

### Le déclin et la faillite

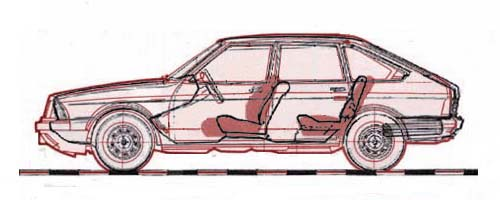
Comparaison Simca 1307/Moskvitch Aleko

En 1986, Moskvitch présente sa dernière-née, la 2141, une traction au style bien plus moderne que les autres productions de la marque. La 2141, vendue en Europe sous le nom d'Aleko, est une copie presque conforme de la Simca 1307, sortie en 1976. Importée en France par Jacques Poch entre 1990 et 1993, l'Aleko fut pourtant un échec, avec moins de 1 000 exemplaires vendus, ceci malgré les efforts de l'importateur, qui proposait une version SL avec des équipements spécifiques, cherchant à cacher la finition très moyenne de la voiture.
Dans son pays, la 2141 se déclina en de multiples versions : pick-up, fourgonnette, break, ambulance, mais aussi berline trois volumes (2142).
Après la chute de l'URSS, la marque est privatisée en 1991, et prend officiellement le nom de Moskvitch.
Plus de trente ans après le premier, Moskvitch conclut un accord en 1998 avec Renault pour la livraison de moteurs 2 litres. La même année, la gamme est profondément remaniée, et les versions de l'Aleko prennent des noms très liés à l'histoire russe : « Svjatogor » pour la cinq-portes, « Youri Dogulruki » pour la version longue, mais aussi « Knjas Vladimir », ou « Ivan Kalita ».
Cependant, la crise financière russe de 1998 ralentit considérablement la production et les derniers modèles de la marque laissent perplexe : la berline Ivan Kalita, version luxueuse de la 2142, ainsi que son coupé nommé Duet, arborent une large calandre chromée, façon Bentley, anachronique sur un modèle de la catégorie. Mais les acheteurs potentiels ne sont pas dupes, les ventes s'effondrent et Moskvitch est placé en redressement judiciaire en 2001, les chaînes sont alors arrêtées.
Une partie des biens de l'usine sont mis en vente en 2005, et l'année suivante, le constructeur russe est officiellement déclaré en faillite. Aujourd'hui, l'usine, située dans la partie sud-est de Moscou tombe en ruine, les équipements n'ayant pas été vendus ont été volés ou vandalisés. Si les propriétaires du site ont plusieurs fois annoncé la reprise de la production, cela semble utopique.

### La résurrection
En réponse aux sanctions internationales contre la Russie dans le contexte de la guerre d'Ukraine et face au départ de Russie des nombreuses entreprises étrangères, l'ancien constructeur automobile soviétique Moskvitch serait sur le point de ressusciter,,.

## Les voitures produites par Moskvitch

### Sous le nom KIM
| Modèle  | Période de production |
| ------- | --------------------- |
| Ford A  | 1930-1933             |
| Ford AA | 1930-1932             |
| GAZ AA  | 1933-1939             |
| GAZ A   | 1934-1935             |
| KIM 10  | 1939-1941             |

### Sous le nom MZMA
| Modèle        | Période de production |
| ------------- | --------------------- |
| Moskvitch 400 | 1946-1954             |
| Moskvitch 401 | 1954-1956             |
| Moskvitch 402 | 1956-1958             |
| Moskvitch 407 | 1958-1963             |
| Moskvitch 403 | 1963-1965             |

### Sous le nom AZLK
| Modèle         | Période de production |
| -------------- | --------------------- |
| Moskvitch 408  | 1964-1975             |
| Moskvitch 412  | 1968-1976             |
| Moskvitch 2138 | 1975-1981             |
| Moskvitch 2140 | 1975-1994             |

### Sous le nom Moskvitch
| Modèle                              | Période de production |
| ----------------------------------- | --------------------- |
| Moskvitch 2141                      | 1986-1998             |
| Moskvitch Svjatogor/Youri Dogulruki | 1998-2001             |
| Moskvitch 2142/Knjaz Vladimir       | 1998-2001             |
| Moskvitch Ivan Kalita               | 1998-2001             |
| Moskvitch Duet                      | 1999-2001             |
| Moskvitch 3                         | 2022-                 |
| Moskvitch 6                         | 2023-                 |

## Galerie

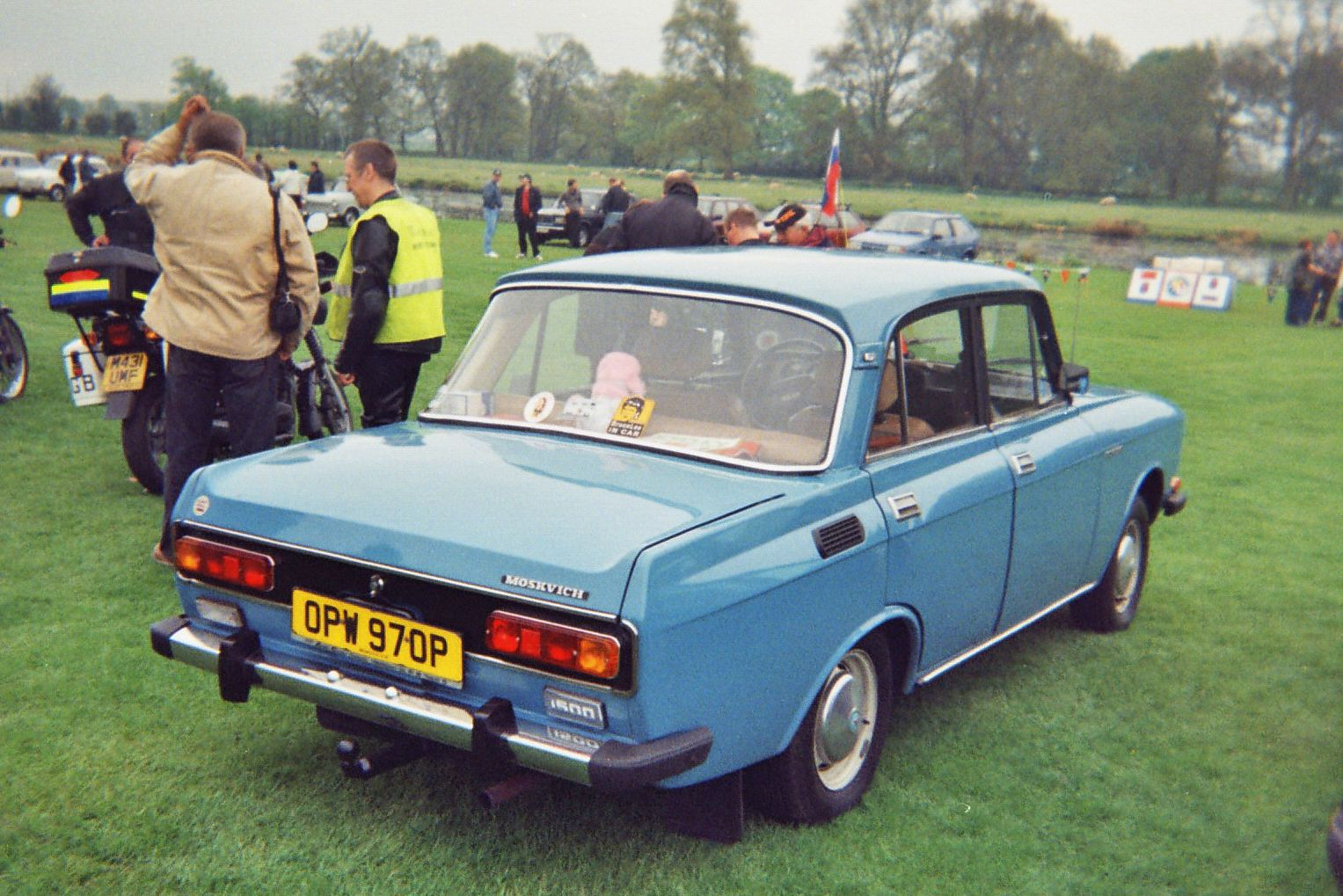
Moskvitch 1500 SL (version export).
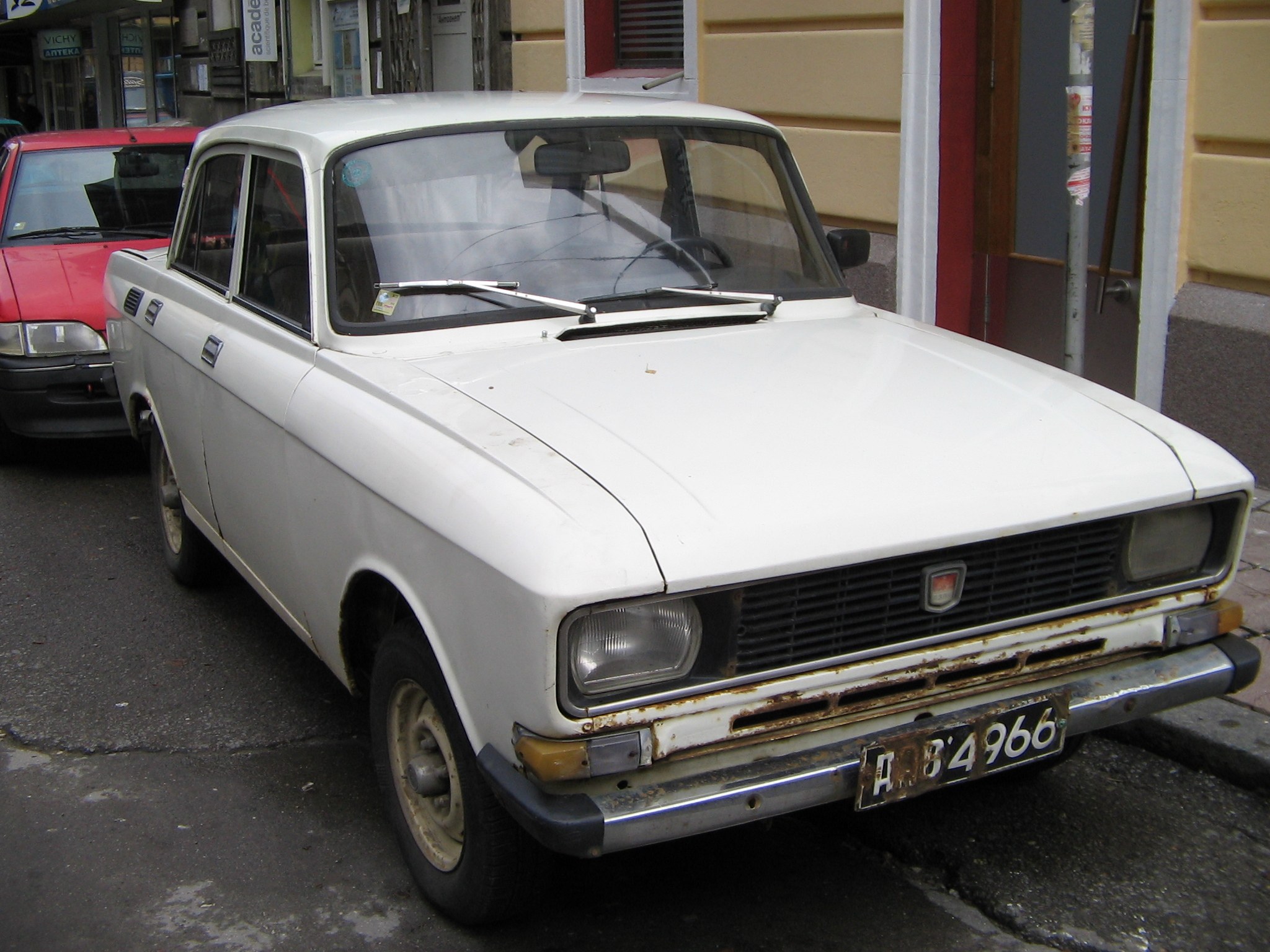
Moskvitch 2140.
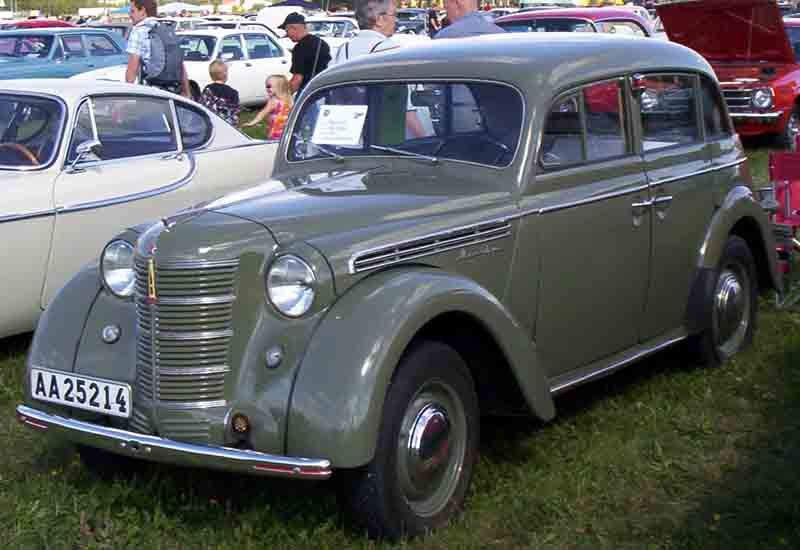
Moskvitch 400.
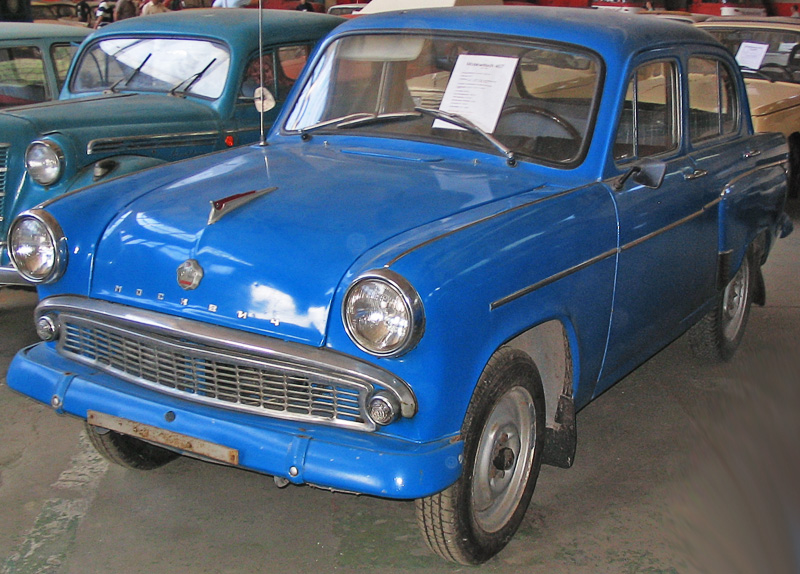
Moskvitch 403.
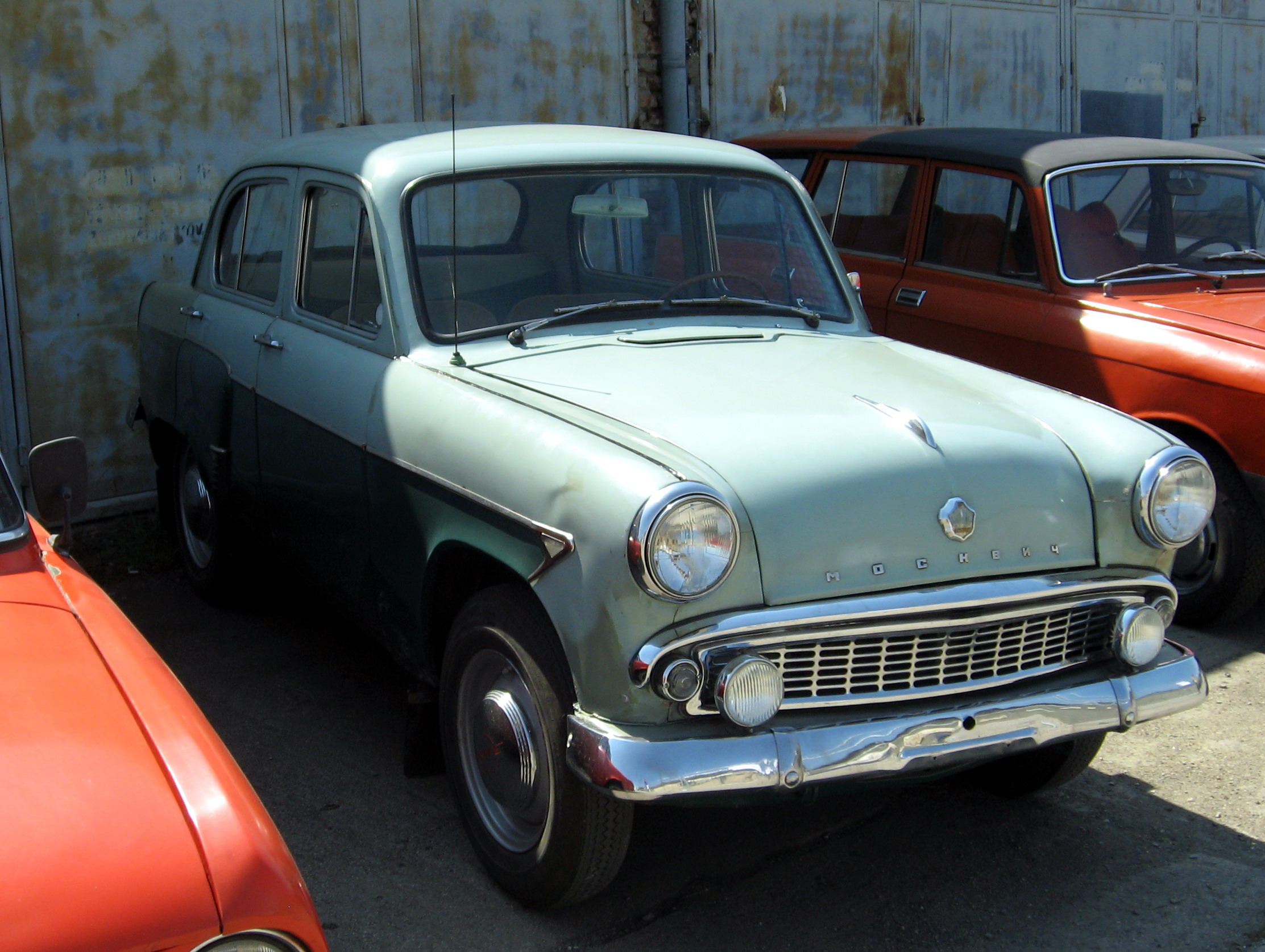
Moskvitch 407.
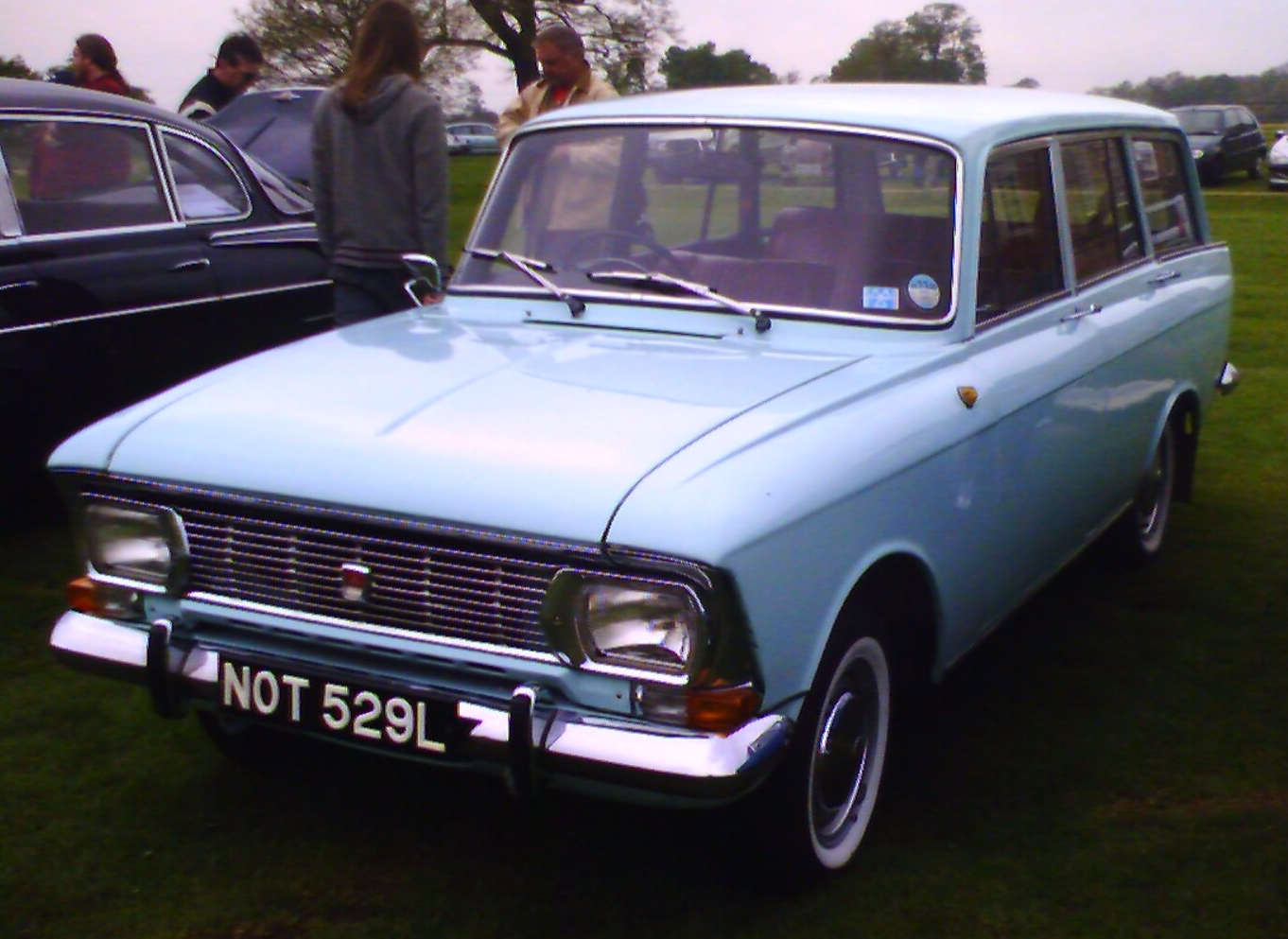
Moskvitch 427.
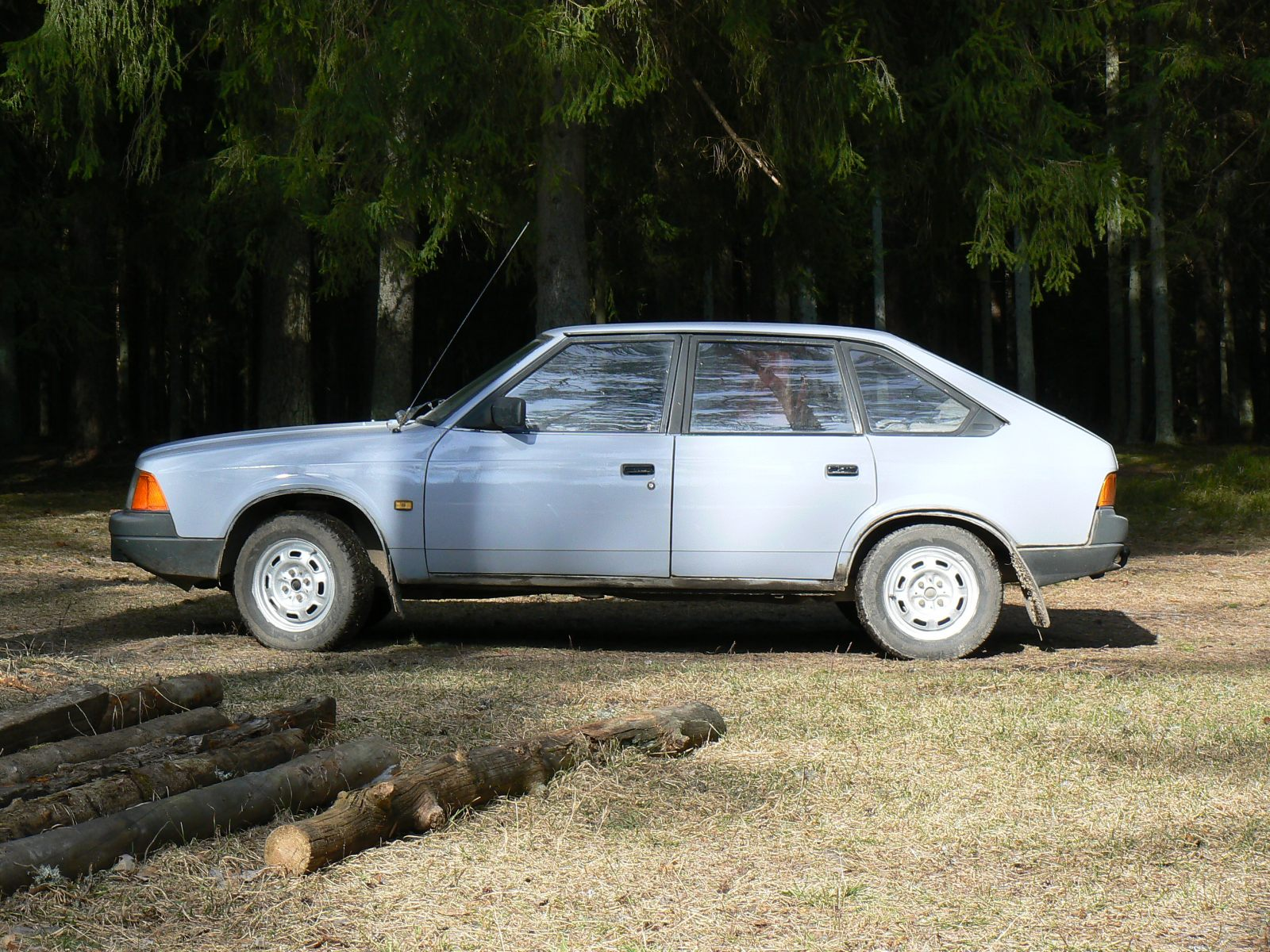
Moskvitch 2141 Aleko.
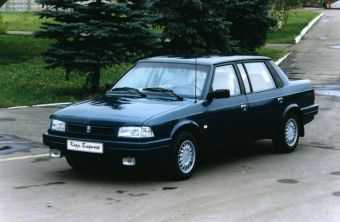
Moskvitch Knjaz Vladimir.
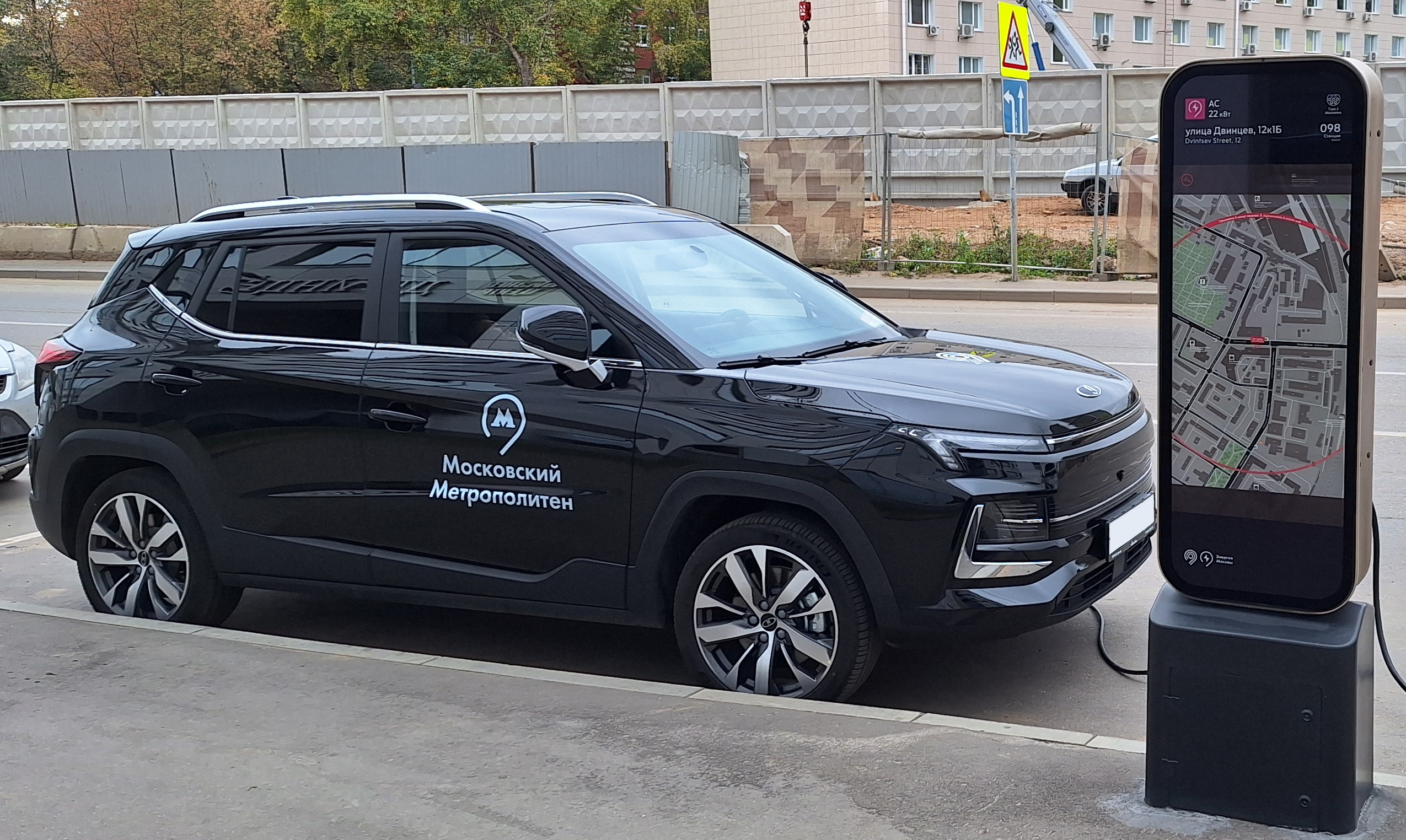
Moskvitch 3e.

## Moskvitch dans la littérature
Un véhicule de la marque automobile est cité dans le récit de voyage En Sibérie (1999), de l'écrivain Colin Thubron.
Un véhicule de la marque figure également dans le roman Metro 2035 de Dmitry Glukhovsky.
L'usine Moskvitch est citée dans le roman de Tom Clancy "Le cardinal du Kremlin" page 305. 